# 華劇
華劇-HANAGEKI-（はなげき）とは、バナフェス!ラジオ、funラジオにて配信されているアバターキャラクター演劇。

## 設定
芝居好きの十人の若者によって結成された劇団。「華劇ホール」にて定期的に公演を行っている。シリアスな作品からコメディまで幅広いジャンルの作品を演じる。

## 登場人物
括弧内は担当声優。

### 役者
- 初生谷浩史（野島健児）
- 衛守祭（松野太紀）
- 松浦彼方（羽多野渉）
- 滑川龍（柿原徹也）
- 古畑和慶（三宅健太）
- 常盤薫（代永翼）
- 神楽千秋（進藤尚美）
- 岨野小町（加藤英美里）
- 桟木樹子（後藤沙緒里）
- 衣川祥子（津田美波）

### 研修生
- 成瀬修子（洲崎綾）
- 浅葱陣役（山下大輝）
- 白石舞伎（小松渚）

### 劇団スタッフ
- オーナー：橘潤一郎（竹本英史）
- プロデューサー（たけいゆか）
- 音響：乙梨公則
- 大道具：御灯五朗
- 脚本：樫本歩
- メイク：三善芽衣
- 衣裳：織裳百合子
- 広報：花袋麻里（池松あいみ）
- 雑用：素鵞整
- 脚本見習い：紗隈かすみ

## 公演記録
- 2011年3月 『シャルロッテ』（出演：初生谷浩史（CV：野島健児）衛守祭（CV:松野太紀）松浦彼方（CV：羽多野渉）滑川龍（CV：柿原徹也）古畑和慶（CV：三宅健太）常盤薫（CV：代永翼）神楽千秋（CV：進藤尚美）桟木樹子（CV：後藤沙緒里）衣川祥子（CV:津田美波））
- 2011年5月 『仁義なきにゃんけん』（出演：初生谷浩史（CV：野島健児）衛守祭（CV:松野太紀）松浦彼方（CV：羽多野渉）滑川龍（CV：柿原徹也）古畑和慶（CV：三宅健太）常盤薫（CV：代永翼）神楽千秋（CV：進藤尚美）桟木樹子（CV：後藤沙緒里）衣川祥子（CV:津田美波）岨野小町：加藤英美里）
- 2011年7月 『フレンズ』（出演：初生谷浩史（CV：野島健児）衛守祭（CV:松野太紀）松浦彼方（CV：羽多野渉）滑川龍（CV：柿原徹也）古畑和慶（CV：三宅健太）常盤薫（CV：代永翼）神楽千秋（CV：進藤尚美）桟木樹子（CV：後藤沙緒里）衣川祥子（CV:津田美波）岨野小町：加藤英美）
- 2011年12月 『クリスマスキャロル』（出演：初生谷浩史（CV：野島健児）衛守祭（CV:松野太紀）松浦彼方（CV：羽多野渉）滑川龍（CV：柿原徹也）古畑和慶（CV：三宅健太）常盤薫（CV：代永翼）神楽千秋（CV：進藤尚美）桟木樹子（CV：後藤沙緒里）衣川祥子（CV:津田美波）岨野小町：加藤英美里）
- 2012年3月 『仁義なきにゃんけんリバイバル公演』（出演：初生谷浩史（CV：野島健児）衛守祭（CV:松野太紀）松浦彼方（CV：羽多野渉）滑川龍（CV：柿原徹也）古畑和慶（CV：三宅健太）常盤薫（CV：代永翼）神楽千秋（CV：進藤尚美）桟木樹子（CV：後藤沙緒里）衣川祥子（CV:津田美波）岨野小町：加藤英美里）
- 2012年11月『せをはやみ』（出演：初生谷浩史（CV：野島健児）衛守祭（CV:松野太紀）松浦彼方（CV：羽多野渉）滑川龍（CV：柿原徹也）古畑和慶（CV：三宅健太）常盤薫（CV：代永翼）神楽千秋（CV：進藤尚美）桟木樹子（CV：後藤沙緒里）衣川祥子（CV:津田美波）岨野小町：加藤英美里 成瀬修子：洲崎綾）

## 華劇ラヂヲ
2011年10月から2012年12月までバナフェス!ラジオにて毎週火曜日20時から配信、2014年4月から2015年1月までfunラジオにて隔週金曜日に配信されていたインターネットラジオ番組。
- 2011年10月 - 12月
  - 『津田美波の華劇ラヂヲ』（番組MC：衣川祥子（CV:津田美波）アシスタント：成瀬修子（CV:洲崎綾））
- 2012年1月 - 7月
  - 『進藤尚美の華劇ラヂヲ』（番組MC：神楽千秋（CV：進藤尚美）アシスタント：成瀬修子（CV:洲崎綾2012年3月まで）アシスタント：花袋麻理（CV:池松あいみ））
- 2012年8月 - 9月
  - 『進藤尚美と竹本英史の華劇ラヂヲ』（番組MC：神楽千秋（CV：進藤尚美）、橘潤一郎（CV：竹本英史））
- 2012年10月 - 12月
  - 『野島健児の華劇ラヂヲ』（番組MC：初生谷浩史（CV：野島健児）アシスタント：花袋麻理（CV：池松あいみ））
- 2012年4月 - 12月
  - 『華劇!松野塾』（番組MC：衛守祭（CV:松野太紀）アシスタント浅葱陣役（CV：山下大輝）白石舞伎（CV:小松渚））
- 2014年3月14日 - 3月21日
  - 『あれから3か月、華劇ラヂヲ』（番組MC：初生谷浩史（CV：野島健児）、常盤薫（CV：代永翼））
- 2014年4月 - 2015年1月
  - 『華劇ラヂヲ』
    - 第1回 - 第2回（番組MC：初生谷浩史（CV：野島健児）、衛守祭（CV:松野太紀））
    - 第3回 - 第4回（番組MC：初生谷浩史（CV：野島健児）、滑川龍（CV：柿原徹也））
    - 第5回 - 第6回（番組MC：初生谷浩史（CV：野島健児）、常盤薫（CV：代永翼））
    - 第7回 - 第8回（番組MC：常盤薫（CV：代永翼）、松浦彼方（CV：羽多野渉））
    - 第9回 - 第10回（番組MC：常盤薫（CV：代永翼）、神楽千秋（CV：進藤尚美））
    - 第11回 - 第12回（番組MC：常盤薫（CV：代永翼）、桟木樹子（CV：後藤沙緒里））
    - 第13回 - 第14回（番組MC：常盤薫（CV：代永翼）、古畑和慶（CV：三宅健太））
    - 第15回 - 第16回（番組MC：常盤薫（CV：代永翼）、初生谷浩史（CV：野島健児））
    - 第17回 - 第18回（番組MC：常盤薫（CV：代永翼）、橘潤一郎（CV：竹本英史））
    - 第19回 - 第20回（番組MC：滑川龍（CV：柿原徹也）、常盤薫（CV：代永翼）、橘潤一郎（cv：竹本英史）、神楽千秋（CV：進藤尚美））